# 274 mm/40 Model 1893-96
274 mm/40 Model 1893-96 — 274,4-миллиметровое корабельное артиллерийское орудие, разработанное и производившееся во Франции. Состояло на вооружении ВМС Франции. Им был вооружён броненосец «Анри IV». Кроме того этими орудиями были перевооружены три броненосца типа «Террибл».